# Harold van Beek
Harold Ingo van Beek (Eindhoven, 14 april 1962) is een Nederlandse atleet op het onderdeel snelwandelen. Hij heeft over een periode van vijfentwintig jaar in totaal negentien Nederlandse kampioenschappen behaald op de 20.000 m, één op de 20 km, vier op de 50 km en tweeëntwintig op de 5000 m indoor snelwandelen.

## Biografie

### Atletiekstart in Nieuw-Zeeland
Van Beek groeide op in Hamilton in Nieuw-Zeeland, waar hij al op zijn vijftiende met atletiek begon. Na een half jaar belandde hij in de snelwandelsport. "Daar wordt bij iedere wedstrijd gesnelwandeld en is het heel normaal om er mee te beginnen. Juist omdat in Nederland ons nummer bijna nooit in een regulier programma voorkomt, blijft het onderkend. In Nieuw-Zeeland haalde hij de top en werd hij als junior nog seniorenkampioen op de 30 km. Hij baalde echter van het internationale isolement en stopte daarom in 1982.

### Terug naar Europa
Na zijn studie wilde hij reizen en Europa zien. Daarom verhuisde hij in 1984 naar Nederland en pakte hij het snelwandelen weer op. In 1986 behaalde hij vervolgens zijn eerste Nederlandse kampioenschap. Daarbij lagen de korte afstanden hem het beste. "Ik kreeg zelfs de reputatie dat wanneer de wedstrijd langer dan 15 kilometer was, ik het wel kon schudden. Dat kwam door een ijzertekort, dat ik pas jaren later ontdekte. Voorts deed ik te veel andere dingen (studie en werk) om genoeg te kunnen trainen. En ten slotte was de begeleiding voor de 20 kilometer in Nederland niet zo goed. Op die afstand doe je veel snelheidswerk en dat kun je niet allemaal zonder toezicht doen."

### Focus op 50 km
Vanwege de te beperkte middelen van bondstrainer Charles Sowa om hem goed te begeleiden, besloot de systeemontwerper eind 1990 om over te stappen naar de 50 km. Daarop zou hij internationaal meer kunnen bereiken. "Die afstand is meer een kwestie van kilometers maken en zelfdiscipline. Daarbij heb ik het voordeel van een hoge basissnelheid. Ik heb toen mijn studie opzij geschoven en ging veel meer trainingsuren maken". Vanaf dat moment richtte hij zich op de limiet voor de Olympische Spelen in Barcelona in 1992. Hij schroefde het aantal trainingen op tot negen keer per week en wandelde daarbij 150 tot ruim 200 kilometer. Het leidde uiteindelijk tot een geslaagde limietpoging op de 50 km, waarbij hij het nationale record van Jan Cortenbach met zijn 3:58.21 juist twee seconden verbeterde. Op de Spelen zelf bleef hij daar bijna een half uur boven en werd hij op de 50 km 31e in 4:24.18. Daarmee is hij de tiende Nederlander die ooit als snelwandelaar aan Olympische Spelen heeft deelgenomen.

### Geen aandacht voor de sport
Een elfde heeft zich sindsdien nog niet aangediend. De situatie is sinds Harold van Beek vanuit Nieuw-Zeeland naar Nederland kwam, niet wezenlijk veranderd: bij de Atletiekunie ontbreekt het aan aandacht voor de sport en mogelijke kandidaten hebben niemand aan wie ze zich kunnen optrekken. Van Beek: "Mijn records zijn van een redelijk niveau. Ik verwacht dat ze de komende twintig jaar nog wel zullen blijven staan. De groep van toen is oud geworden. Er is weinig jong bloed bij gekomen."

### Gestopt en toch nog 19 nationale titels
In 1997 is Van Beek gestopt met topsport. Niettemin heeft hij sindsdien nog negentien nationale titels aan zijn palmares toegevoegd.
Van Beek is lid van de RWV. Hij is tegenwoordig woonachtig in Luxemburg en werkt in de bankwereld.

## Nederlandse kampioenschappen
Outdoor
| Onderdeel             | Jaar |
| --------------------- | --- |
| 20.000 m snelwandelen | 1986, 1990, 1991, 1992, 1993, 1994, 1995, 1996, 1997, 1998, 2002, 2004, 2005, 2006, 2008, 2009, 2010, 2011, 2012 |
| 20 km snelwandelen    | 2013 |
| 50 km snelwandelen    | 1991, 1993, 1994, 1995                                                                                           |

Indoor
| Onderdeel           | Jaar |
| ------------------- | --- |
| 5000 m snelwandelen | 1987, 1988, 1989, 1990, 1991, 1992, 1993, 1994, 1995, 1996, 1997, 1998, 1999, 2001, 2002, 2003, 2004, 2005, 2006, 2009, 2010, 2011 |

## Nederlandse records
Harold van Beek is houder van negen Nederlandse records, die hij (jan. 2012) allemaal nog in handen heeft:
| Snelwandelonderdeel | Record    | Jaar |
| ------------------- | --------- | ---- |
| 5000 m indoor       | 20.17,42  | 1997 |
| 10.000 m baan       | 41.35,7   | 1995 |
| 20.000 m baan       | 1:27.48,1 | 1995 |
| 30.000 m baan       | 2:18.25,7 | 1993 |
| 2 uur baan          | 26.454 m  | 1993 |
| 10 km weg           | 42.57     | 1991 |
| 20 km weg           | 1:24.52   | 1992 |
| 30 km weg           | 2:17.57   | 1995 |
| 50 km weg           | 3:58.21   | 1992 |